# Arwed Messmer
Arwed Messmer (* 1964 in Schopfheim) ist ein deutscher Fotograf.

## Leben und Werk
Arwed Messmer, geboren 1964 in Schopfheim, Baden-Württemberg studierte von 1987 bis 1992 Visuelle Kommunikation an der FH Dortmund mit dem Diplom als Abschluss.
Nach einer frühen Serie von Panoramaaufnahmen über ostdeutsche Landschaften zu Beginn der 1990er Jahre, setzte sich Messmer in seiner weiteren künstlerischen Arbeit vor allem mit der Topografie der modernen Städte auseinander. Seither widmet er sich auch immer wieder der Umgestaltung Berlins. Sein dokumentarisch geprägtes Augenmerk gilt dabei nicht nur den sichtbaren Metamorphosen der Architektur, sondern auch der historischen Dimension dieser Orte, die sich wie ein Filter vor die Wahrnehmung der heutigen Wirklichkeit schiebt, wie dies etwa in der mehrteiligen Arbeit Potsdamer Platz Anno Zero, 1994/95 und der Serie Stadt/City 1994–1998 zum Ausdruck kommt. Bei der Recherchen nach historischem Bildmaterial für das vorliegende Buch stieß Arwed Messmer 2006 in der Berlinischen Galerie auf die Bilder des Magistratsfotografen Fritz Tiedemann und somit auf den Großteil der historischen Fotografien in Anonyme Mitte – Berlin, die in unterschiedlicher Intensität bearbeitet sind.
Im Rahmen des Europäischen Monats der Fotografie 2008 zeigte er, in Zusammenarbeit mit der Berlinischen Galerie, großformatige, digital rekonstruierte und interpretierte panoramatische Stadtlandschaften aus den frühen 1950er Jahren, die dem reichen Bildkonvolut Fritz Tiedemanns entstammen. Zu dieser Ausstellung So weit kein Auge reicht von Tiedemann/Messmer erschien ein Katalog im DuMont Verlag, Köln.
Arwed Messmer lebt und arbeitet in Berlin.

## Lehrtätigkeiten
- Lehraufträge, Lectures, Workshops u. a. an der Ostkreuzschule für Fotografie und der Internationalen Dresdner Sommerakademie für Bildende Kunst.

## Auszeichnungen
- 1990: DAAD-Stipendium an der Hochschule für Grafik u. Buchkunst, Leipzig, DDR
- 1992: Stipendium für Fotografie des Senats für Kulturelle Angelegenheiten Berlin
- 1993: Arbeitsstipendium Fotografie, Stiftung Kulturfonds, Berlin (für die Arbeit: „Stadt“)
- 1995:	Otto-Steinert-Preis der Deutschen Gesellschaft für Photographie für seine Arbeit „Potsdamer Platz Anno Zero“[5]
- 1997:	Aufenthaltsstipendium Oslo, Norwegen, Juni/Juli 1997
- 1999:	Projektstipendium „Artist in Residency“ Atlanta, USA, Okt. bis Dez. 1999
- 2001:	Arbeitsstipendium, Bildende Kunst, Senat für Kultur, Berlin (für die Arbeit: „Kontrakt 903“, KKW Rheinsberg)
- 2004:	„Krise als Labor, Buenos Aires“, Argentinien-Aufenthalt im Rahmen der 10 Jahre Städtepartnerschaft Berlin – Buenos Aires
- 2006:	Förderung des Projekts „Brüssow z. Bsp.“ durch VG Bild, Bonn
- 2008:	Buch/Katalogförderung für „Anonyme Mitte“ durch Senat für Kultur, Berlin (erscheint im Frühjahr 2009 im Verlag für moderne Kunst Nürnberg)
- 2014: Kunstpreis Fotografie der Land Brandenburg Lotto GmbH[6]

## Einzelausstellungen
- 1993: Arwed Messmer – Ausstellung – „Der Traum vom Reich“, Galerie Grauwert, Hamburg
- 1995: Arwed Messmer – Ausstellung – „Stadt“, Galerie im Scheunenviertel
- 1997: Arwed Messmer – Ausstellung – „Stadt“, Kunsthalle Köln
- 2000: Arwed Messmer – Ausstellung – „Landscapes & Cities“, Goethe-Institut, Atlanta, USA
- 2003: Arwed Messmer – Ausstellung – „Kontrakt 903“, Kunstbank Berlin
- 2008: Arwed Messmer – Ausstellung – „Soweit kein Auge reicht“, Berliner Panoramafotografien aus den Jahren 1949–1952, aufgenommen von Fritz Tiedemann, rekonstruiert und interpretiert von Arwed Messmer, Monat der Fotografie November 2008, Berlinische Galerie
- 2017: Arwed Messmer RAF – No Evidence / Kein Beweis, Museum Folkwang, Essen

## Publikationen (Auswahl)
- 1993: Eine halbe Stunde vor Berlin – Momentaufnahme einer Kleinstadt in der Mark, ex pose Verlag
- 1993: Photo News, Landschaft zwischen zwei Blicken
- 1994: FallWallFall, Potsdamer Platz Anno Zero, Katalog
- 1996: Zeitschrift DU, Zürich 6/96, Kindheitsspuren von Vladimir Nabokov in Rußland
- 1998: Buch der Otto-Steinert Preisträger von 1979 bis 1998
- 1999: Grand Street, New York, Ausgabe 69, Kunst aus Berlin im 20. Jahrhundert
- 2002: Nach der Natur, Berlinische Galerie, Katalog
- 2002: Buch „Hier beginnt die Zukunft, hier steigen wir aus“ (Bild: Arwed Messmer, Text: Annett Gröschner), Berlin Verlag
- 2003: Buch „Kontrakt 903. Erinnerung an eine strahlende Zukunft“ (Bild: Arwed Messmer, Text: Annett Gröschner)
- 2006: Buch „Talking Cities“ Bildbeiträge
- 2006: Buch „Stadt als Labor“, diverse Bildbeiträge
- 2007: „Altenburg. Provinz in Europa“, ausstellungsbegleitendes Katalogbuch und Dokumentationsband
- 2008: „Stages“, Bildband Johannes Schütz, Theaterfotografien aus 7 Jahren, Verlag für moderne Kunst Nürnberg
- 2008: „So weit kein Auge reicht“, Berliner Panoramafotografien aus den Jahren 1949–1952, aufgenommen von Fritz Tiedemann, rekonstruiert und interpretiert von Arwed Messmer Berlinische Galerie/DuMont Verlag
- 2008: „Verlorene Wege“, Gemeinschaftsprojekt mit der Autorin Annett Gröschner, Bild- und Textcollage über die Auflösung der Industriegesellschaft im Ronnerburger Revier, Thüringen (Uranbergbau, SDAG Wismut), Verlag für moderne Kunst Nürnberg
- 2008: Photo News 11/08, „So weit kein Auge reicht“
- 2011: „Aus anderer Sicht: Die frühe Berliner Mauer“. Arwed Messmer (Hrsg.), Hatje Cantz Verlag, Ostfildern
- 2016: „Zelle/Cell“, Hatje Cantz Verlag, Berlin
- 2017: „RAF - No Evidence / Kein Beweis“, Hatje Cantz Verlag, Berlin
- 2023: „Tiefenenttrümmerung / Clearing the Depths“. Der Traum vom Reich / The Dream of The Reich. Deutsch-englische Ausgabe. Spector Books, Leipzig 2023.